# Plácky (přírodní památka)
Plácky jsou přírodní památka v okrese Břeclav jižně asi 1,2 kilometru od obce Velké Němčice. Správa AOPK Brno. S účinností od 1. září 2017 byla památka znovu vyhlášena Nařízením Jihomoravského kraje. Důvodem ochrany jsou cenná společenstva subhalofilních a místy až halofilních trávníků s výskytem některých ohrožených druhů slanomilných rostlin jako prorostlík nejtenčí (Bupleurum tenuissimum), merlík slanomilný (Chenopodium chenopodioides), komonice zubatá (Melilotus dentatus) a sítina Gerardova (Juncus gerardii).